# Theridion sadani
Theridion sadani là một loài nhện trong họ Theridiidae.
Loài này thuộc chi Theridion. Theridion sadani được miêu tả năm 1989 bởi Monga & Singh.